# (3763) Цяньсюэсэнь
(3763) Цяньсюэсэнь (лат. Qianxuesen) — астероид главного пояса, открытый 14 октября 1980 года в обсерватории Цзыцзиньшань.
Назван в честь Цяня Сюэсэня (р. 1911), известного основополагающим вкладом в аэродинамику, физику твёрдого тела и техническую кибернетику. Он также заложил теоретические основы преодоления звукового барьера и участвовал в выводе правила (уравнения) Кармана-Цяня. Почётный президент Китайской ассоциации по науке и технике. 

## Сближения
| дата             | а. е.    | расстояний до Луны | небесное тело |
| ---------------- | -------- | ------------------ | ------------- |
| 2064.03.11 17:43 | 0,043928 | 17,1               | Психея        |